# Саба, Исак
Исак Микал Саба (норв. Isak Mikal Saba, 15 ноября 1875 года, Нессебю, Норвегия — 1 июня 1921 года, Вардё, Норвегия) — норвежский саамский политический деятель, преподаватель, исследователь фольклора, активно занимавшийся сохранением культурного наследия саамов, собиратель народных сказок и песен. По профессии — школьный учитель. Первый саам, избранный в норвежский парламент.
Известен как автор стихотворения Sámi soga lávlla (1906), которое было принято в 1986 году в качестве национального гимна саамов.

## Биография
Исак Саба родился в населённом пункте Реппен муниципалитета (коммуны) Нессебю, расположенной в глубине Варангер-фьорда на востоке самой северной норвежской губернии (фюльке) Финнмарк. По происхождению был чистокровным саамом (по его собственным словам, он был «помесью южных саамов, горных саамов, инари-саамов и колтта-саамов»). Родителями Исака были Пер (Педер) Сабасен (Саббасен) (Per (Peder) Sabasen (Sabbasen), 1832—1900), фермер и торговец, и Биги (Брита) Хенриксдаттер Айкио (Bigi (Britha) Henriksdatter Aikio, 1834—1908).
Уже в начальной школе Саба показывал выдающиеся способности. После школы некоторое время работал продавцом в Вадсё и Киберге, затем, с весны 1896 года, учился в Тромсё, где в 1898 году, сдав экзамен, получил диплом школьного учителя.
После этого он работал в качестве учителя в Лебесбю, занимался самообразованием. В 1900 году Саба сдал экзамены за среднюю школу в Христиании (сейчас — Осло), после этого стал готовиться к вступительным экзаменам в Университет Тромсё. Его целью было стать священником, однако по причине отсутствия денег ему пришлось в 1905 году вернуться в Нессебю, где он снова стал работать учителем, а также как певчий в церкви. Кроме того, он работал в церкви переводчиком (с норвежского на саамский).

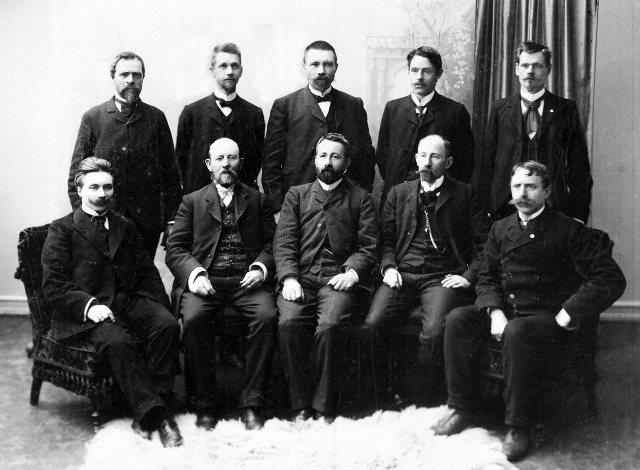
Парламентская фракция Норвежской рабочей партии. Саба — крайний слева в первом ряду. Фотография 1906 году

В этот период саамы подвергались сильнейшему давлению со стороны властей, которые активно проводили политику норвегизации, пытаясь заставить саамское население отказаться от своего языка и своей культуры, изменить свой образ жизни. Саамы пытались бороться с властями на политическом и организационном уровне. В 1903 году была создана первая местная саамская организация (в шведском посёлке Тернабю), в 1904 году, также в Швеции, возникла «Лопарская центральная организация», в том же 1904 году были созданы организации в нескольких шведских южносаамских посёлках, а в феврале 1906 года прошла первая большая встреча саамов Норвегии.
На севере Норвегии социалисты стали сотрудничать с саамскими активистами, предложив некоторым из них попробовать избраться в парламент. Саба был одним из таких саамских активистов, он был известен по своим публикациям в газете Sagai Muittalægje. Перед выборами Саба опубликовал специальную программу, посвящённую саамской проблематике, Samenes særprogram. 11 октября 1906 года он стал первым саамом, который был избран депутатом норвежского парламента (стортинга). Будучи депутатом Стортинга, Саба занимался в первую очередь всеми теми проблемами, которые были перечислены в его программе. Известно, что Саба был человеком скромным и застенчивыми, по возможности пытался избегать конфликтов.
Он был избран депутатом стортинга на три года, а в 1909 году на очередных выборах переизбран ещё на три года. С 1906 по 1912 год он представлял в стортинге Восточный Финнмарк, входил в парламентскую фракцию Норвежской рабочей партии.
Одновременно он был избран в городской совет и с 1907 по 1910 год был заместителем мэра Нессебю.
В 1912 году Саба снова участвовал в выборах в стортинг, однако проиграл. Одной из причин этого стало отсутствие поддержки со стороны газеты Sagai Muittalægje, которая была его главной опорой в избирательных кампаниях 1906 и 1909 годов (в 1911 году газета закрылась). Другой причиной стала низкая явка избирателей.
С 1916 года до самой смерти Саба преподавал в Вардё. Среди его учеников можно выделить Йона Савио (1902—1938), ставшего позже известным саамским художником. Саба был первым, кто давал Йону уроки рисования, а позже именно Саба уговаривал Йона посвятить свою жизнь творчеству.
Саба скончался 1 июня 1921 года в Вардё.

## Sámi soga lávlla
Исак Саба — автор стихотворения на северносаамском языке Sámi soga lávlla («Песня саамского народа»), впервые опубликованного в газете Sagai Muittalægje 1 апреля 1906 года. В августе 1986 года на XIII Саамской конференции это стихотворение было принято в качестве национального саамского гимна. Норвежский композитор Арне Сёрли написал к этим словам музыку, которая была одобрена на XV Саамской конференции в Хельсинки в 1992 году.
Слова гимна Sámi soga lávlla были переведены на большинство саамских языков, а также на многие другие языки мира.

## Работы
- Om sammensatte lappiske stedsnavn, Tromsø museums årshefter 1919 nr. 5, Tromsø 1920
- Sāme-sogâ lāwlâ el. Samefolkets sang, i Sagai Muittalægje nr. 7/1906 (в Тромсё в 1993 году вышло репринтное издание)
- Незавершённая автобиография (до 1903), найдена в Этнографическом институте Университета Осло

## Семья
Исак Саба женился 8 января 1905 года на акушерке по имени Марье Гуннева Хансдаттер Хольм (Marie Gunneva Hansdatter Holm, 2 мая 1876 — 28 октября 1961), дочери фермера. Марье, будучи всего на год моложе мужа, пережила его на 40 лет.

## Память
В Нессебю находится музей «Хозяйство Исака Саба» — бревенчатый дом 1830-х годов постройки, в котором жил Исак Саба.

Всякий народ, который не хочет быть поглощённым другими народами, должен помнить свои народные мелодии, сказки и легенды, обычаи и традиции матерей и отцов.
Оригинальный текст (норв.)Ethvert folkeslag som ikke skal bli oppslukt av andre folkeslag, må ivareta sine folkemelodier, eventyr og sagn sammen med morsmålet og fedrenes skikker og seder.
— Исак Саба (1905)